# كبلر (رواية)
كيبلر (بالإنجليزية: Kepler)‏ هي رواية تاريخية للكاتب الأيرلندي جون بانفيل، نشرت عام 1981، عن دار نشر سيكر آند واربرغ، وفازت بجائزة الغارديان للرواية في نفس العام.